# Eddy Lembo
Eddy Lembo, né le 10 novembre 1980 à Miramas (Bouches-du-Rhône), est un coureur cycliste franco-algérien des années 2000. Il a notamment remporté le Tour du Doubs et une étape du Tour de Suisse au début de sa carrière, puis voit sa carrière handicapée par divers soupçons de dopage, qui aboutissent à sa condamnation dans une affaire de « pot belge » en 2005. Il court en 2010 dans une équipe guadeloupéenne.

## Biographie
Eddy Lembo commence sa carrière sous licence française. en six ans, il est vainqueur de 60 courses, dont le Tour de Lorraine juniors 1998, et devient vice-champion de France 1997. En junior première année, il remporte quatre étapes sur six au Tour P.A.C.A et gagne le général. En junior deuxième année, il gagne les deux premières étapes mais il ne peut défendre son titre sur le Tour P.A.C.A car il est sélectionné en équipe de France et le règlement de l'époque ne lui permet pas de participer aux autres étapes. 
Il termine deuxième du Tour d'Autriche à une seconde de Fabian Cancellara, il sera sélectionné quatorze fois en équipe de France. Il s'impose aussi du haut de ses 18 ans sur une épreuve élite nationale : le Grand Prix Mathias Nomblot en 1999, s'affirmant ainsi comme un coureur amateur talentueux, et passe professionnel en 2000 dans l'équipe Jean Delatour. À 19 ans, pour sa première course chez les professionnels à l'Étoile de Bessèges, il est le premier Français à franchir la ligne en terminant huitième de la première étape et cinquième de la dernière étape, il prend une superbe deuxième place à la première étape du Tour du Luxembourg et s'empare du maillot du meilleur grimpeur. Il termine aussi cette année là, quatrième de la première étape du Tour de Normandie,  En  mai 2001, il termine sixième du Grand Prix de Wallonie et troisième du Tro Bro Leon derrière Jacky Durand et Erwin Thijs. En juillet, il remporte en solitaire sa première victoire professionnelle, le Tour du Doubs, avec plus d'une minute d'avance sur ses poursuivants. En fin de saison, en désaccord avec les dirigeants de l'équipe, qui fouillé dans sa valise en son absence, ce que Eddy n'accepte pas, ces derniers alimentent sa mauvaise réputation, il refuse de prolonger son contrat
Le jour de sa troisième place au Tro Bro Leon, Il est contacté par Marc Madiot qui le convoite déjà depuis la catégorie Junior, ce dernier lui propose de rejoindre la Française des Jeux en lui affirmant qu'il pourrait gagner Paris Roubaix vu ses qualités, il le mets en contact avec son frère Yvon qui doit lui faire parapher un contrat sur le circuit Franco Belge au mois de septembre ou il est septième du général mais une chute à la dernière étape l'oblige a abandonner. Ce rendez vous avec Yvon Madiot tourne à l'échec après que ce dernier lui propose un salaire indigne au vu de ses résultats et de ses futurs ambitions, de plus il lui proclame devant les spectateurs et coureurs de la FDJ : "C'est 15 000 Francs ou rien" 
À partir de ce moment, sa mauvaise réputation suit Eddy Lembo, et lui ferme les portes de grandes équipes. Il a régulièrement de grandes difficultés à trouver une équipe. En 2002, Lembo rejoint l'équipe Saint-Quentin-Oktos. Au printemps, il obtient à nouveau plusieurs places d'honneur sur les courses de la Coupe de France, terminant sixième de la Route Adélie de Vitré et quatrième d'À travers le Morbihan. En juin, il remporte sa deuxième victoire à Schaffhouse, lors de la 1re étape du Tour de Suisse, en solitaire avec plus d'une minute d'avance sur le peloton. Il porte ainsi pendant deux jours le maillot de leader de la course. En fin de saison, il termine sur le podium du Tour du Finistère. 
En avril 2003, Lembo quitte Saint-Quentin-Oktos pour Palmans-Collstrop-MrBookmaker.be, où il reste un peu plus d'un an, terminant entre autres septième du Tour de Bochum. L'expérience n'est pas concluante, Lembo court peu, il doit se rendre aux compétitions par ses propres moyens et en août 2004, il rejoint à nouveau Oktos, mais n'est pas conservé à la fin de la saison. Il vit alors deux années difficiles, cherchant à se reconvertir sans succès dans la vente de cycles. En 2005, il est impliqué dans une affaire de trafic de produits dopants, dans laquelle il reconnaît s'être dopé à l'EPO, puis se rétracte. Cette affaire alimente son image sulfureuse. Il est condamné à une peine de seize mois de prison avec sursis. 
La carrière de Lembo reprend en fin de saison 2006 dans l'équipe belge Flanders. À cette époque, il prend une licence algérienne, ce qui lui permet notamment d'être sélectionné pour les championnats du monde B en 2007 ou il termine dixième de la course en ligne. Il rejoint en 2007 l'équipe belge Jartazi-Promo Fashion Continental, mais doit la quitter en juin pour la formation non professionnelle Storez Ledecq Materiaux, où il ne reste que six mois. Il court alors dans l'équipe guadeloupéenne Espoir du Sud, et remporte au sprint la première étape du Tour de Guadeloupe 2008. Contrôlé positif au cannabis sur cette course, il est suspendu pour quatre mois.
En 2009, il évolue pour l’équipe guadeloupéenne UFR-MDA, en compagnie d'un autre ancien professionnel, Christophe Rinero. Avec celle-ci, il gagne une étape du Tour du conseil général de Guadeloupe et une étape du Tour de Marie-Galante. Lors de cette épreuve, une altercation musclée l'opposera à Christophe Rinero reprochant à ce dernier de l'avoir dépossédé de son maillot de leader en « l'attaquant » lors de la troisième étape de l'épreuve. Finalement, Eddy Lembo, sera exclu par les commissaires pour « comportement agressif et propos injurieux ».
En 2010, dans une interview à La Provence, il affirme : « Si une équipe me prend, je serai dans les dix premiers du Tour de France ».
En 2011, Eddy Lembo prend une licence de première catégorie dans un club amateur du pourtour de l'étang de Berre, le Cyclisme Compétition Multipôle Étang de Berre (C.C.M.E.B).
En 2016, il crée l'Olympique Marseille Cyclisme, club cycliste amateur composé de coureurs deuxième catégories et juniors. En parallèle, il crée avec son équipe une section pour apprendre le vélo aux enfants autistes.
En 2019, il devient directeur sportif de l'équipe continentale algérienne Sovac.

## Palmarès
| - 1997 - Tour PACA Juniors - 2e du championnat de France sur route juniors - 1998 - Tour de Lorraine juniors - Flèche Plédranaise - Prix de la Saint-Laurent Juniors - 2e de La Bernaudeau Junior - 1999 - Grand Prix Mathias Nomblot - Grand Prix d'Espéraza - 3e de la Ronde du Pays basque - 3e du Trophée de la Creuse - 3e du Tour du Minervois - 3e du Tour des Corbières | - 2001 - Tour du Doubs - 3e du Tro Bro Leon - 2002 - 1re étape du Tour de Suisse - 3e du Tour du Finistère - 2008 - 1re étape du Tour de Guadeloupe - 2009 - 1re étape du Tour du Conseil Général de Guadeloupe - 1re étape du Tour de Marie-Galante |  |

## Classements mondiaux
| Année            | 2000   | 2001 | 2002 | 2003   | 2004   | 2005 | 2006 | 2007 | 2008 | 2009 |
| ---------------- | ------ | ---- | ---- | ------ | ------ | ---- | ---- | ---- | ---- | ---- |
| Classement UCI   | 1 575e | 358e | 445e | 1 026e | 1 426e |      |      |      |      |      |
| UCI Africa Tour  |        |      |      |        |        | nc   | nc   | 146e | nc   | nc   |
| UCI America Tour |        |      |      |        |        | nc   | nc   | nc   | 254e | nc   |